# Fernand Corbat

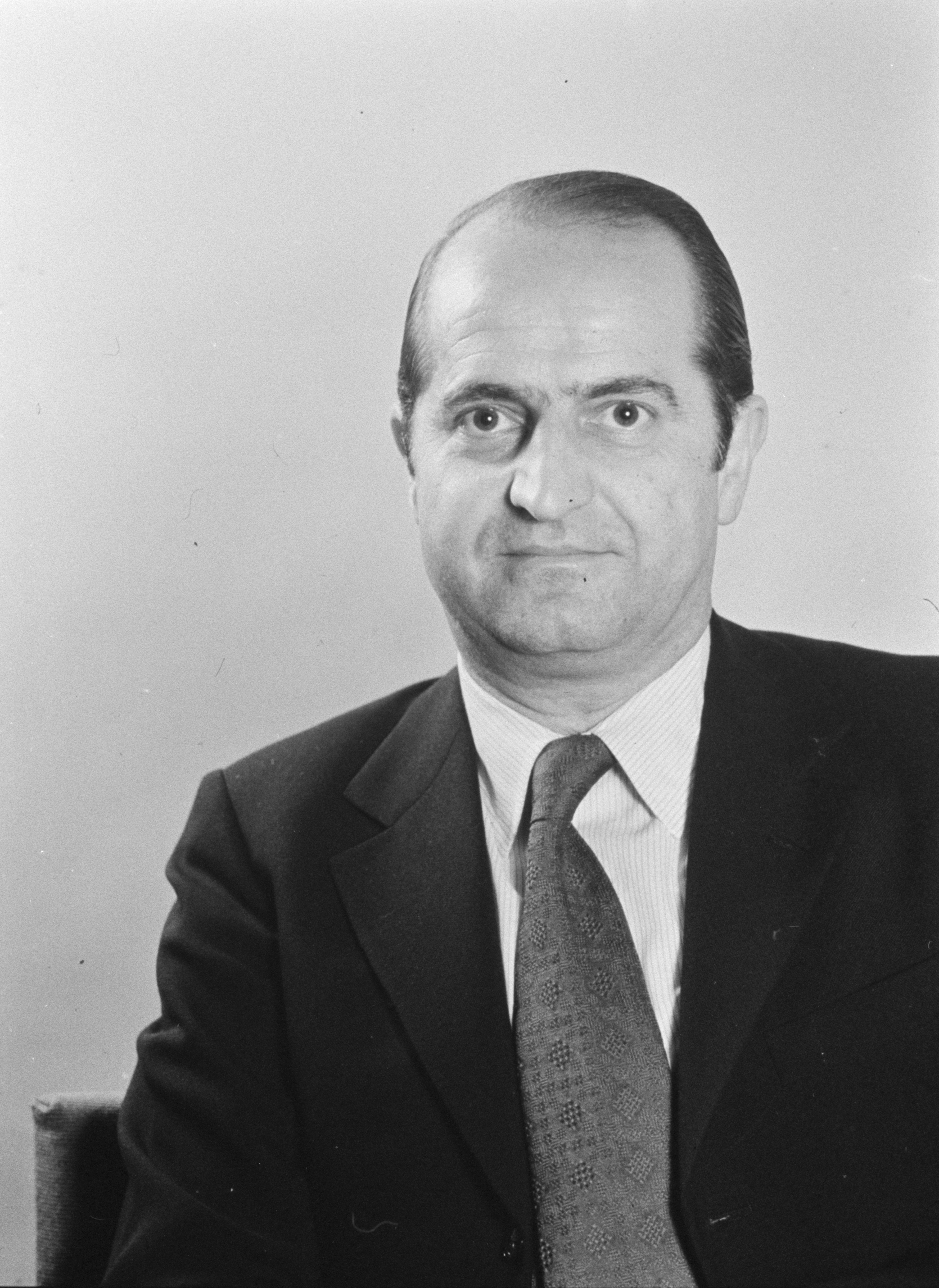
Fernand Corbat (1971)

Fernand Corbat (* 27. August 1925 in Asuel; † 13. Dezember 2010 in Chêne-Bourg; heimatberechtigt in Vendlincourt und ab 1958 in Genf) war ein Schweizer Journalist und Politiker der Freisinnig-Demokratischen Partei aus dem Kanton Genf.

## Leben
Fernand Corbat wurde als Sohn des Polizisten Xavier Corbat und der Marie Meyer geboren. Er war mit Eliane Boand, der Tochter des Plattenlegers André Boand, verheiratet. Er absolvierte sein Studium mit Lizentiat in Politikwissenschaften an der Universität Genf und am Genfer Hochschulinstitut für internationale Studien.
Von 1950 bis 1958 war er Journalist in der Schweiz und im Ausland tätig. Anschliessend arbeitete er von 1958 bis 1963 als Mitarbeiter der Gesellschaft zur Förderung der schweizerischen Wirtschaft. In den Jahren 1963 bis 1972 war er zunächst als Berater und später als Leiter des Centre d’information, de publicité et de relations publiques tätig.
Von 1964 bis 1972 war Corbat Mitglied des Grossen Rates von Genf, den er 1971 präsidierte. Nach den Parlamentswahlen 1971 gehörte er vom 29. November 1971 bis zum 25. November 1979 dem Nationalrat an und arbeitete in insgesamt 61 parlamentarischen Kommissionen mit.
Ab 1981 übernahm Corbat verschiedene Verwaltungsratsmandate. Von 1972 bis 1979 war er Präsident des Verbands der Schweizer Tabakindustrie und von 1979 bis 1985 der Genfer Handels- und Gewerbekammer.